# Ellsworth, Pennsylvania
Ellsworth là một thị trấn thuộc quận Washington, tiểu bang Pennsylvania, Hoa Kỳ. Năm 2010, dân số của thị trấn này là 1027 người.